# 黑森州韦特
黑森州韦特（德語：Wetter (Hessen)），简称韦特（德語：Wetter，發音：[ˈvɛtɐ] ⓘ），是德国黑森州吉森行政区马尔堡-比登科普夫县的城市，总面积104.56平方千米，2023年12月31日总人口为8,956人。